# Ober-Bessingen

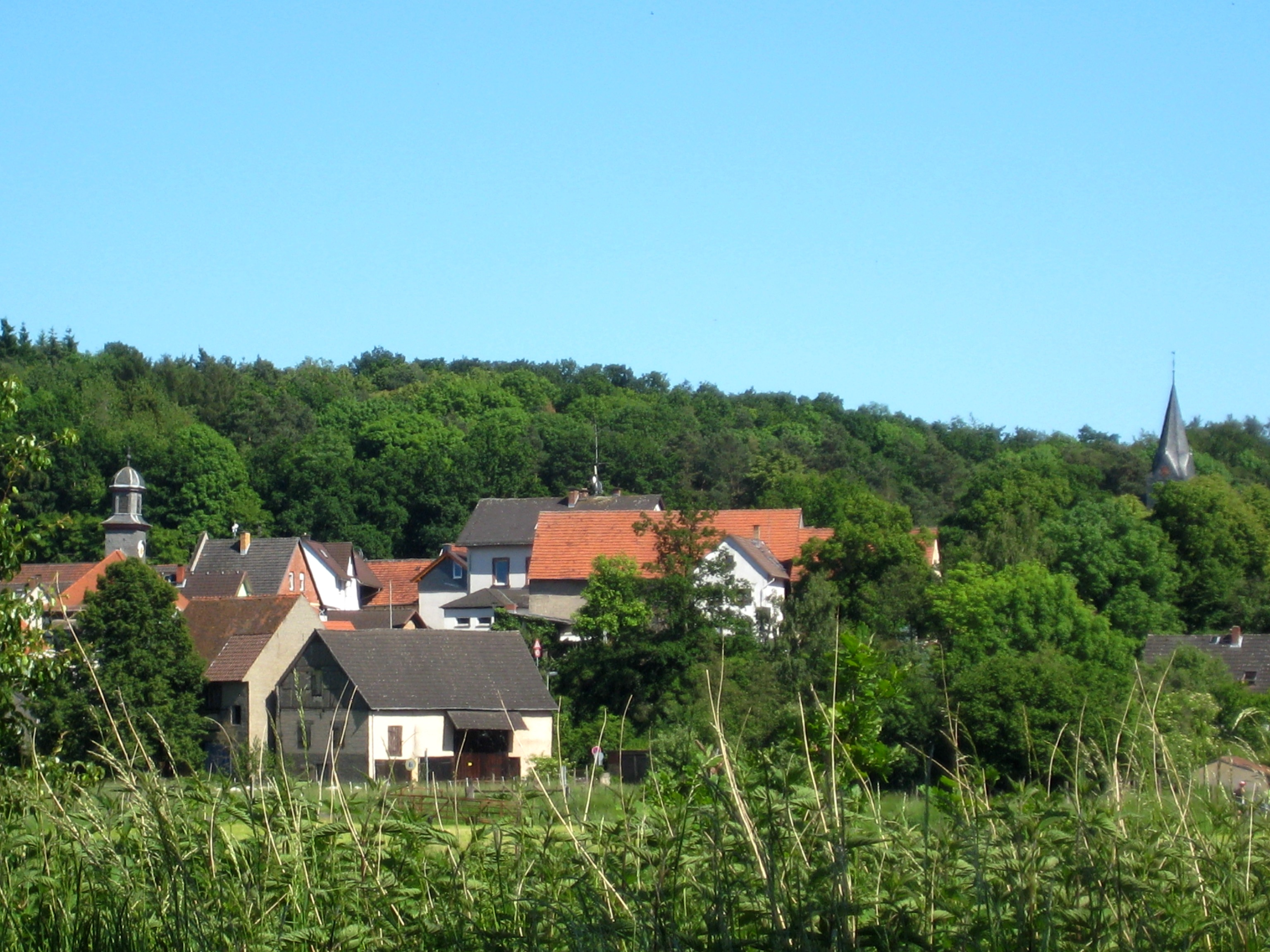
Blick auf Ober-Bessingen

Ober-Bessingen ist einer von neun Stadtteilen der Stadt Lich im mittelhessischen Landkreis Gießen und ist rund 7 km östlich der Kernstadt an der Wetter gelegen.

## Ortsgeschichte

### Vor- und Frühgeschichte
Auf dem Hässels gelegene Hügelgräber legen eine Besiedlung schon in der Bronzezeit nahe.

### Mittelalter
Bis zum 1260 finden sich keine Unterscheidungen zwischen den Ortsnamen Ober- und Nieder-Bessingen. In dem fuldischen Kopiar, dem sogenannten Codex Eberhardi, wird Bessingen erstmals um 1056 erwähnt. Es schenkten Hecil und seine Frau Ota dem Kloster „... in Bezcingen XV huba et nemus et molendina.“ (15 Hufen und Wald und Mühlen.) Im gleichen Kopiar, das um 1160 entstanden ist, heißt es: „... bona sua in bezzingestat“. (Seine Güter in Bessingen). Eine weitere Schenkung stammt von Biricho und seiner Frau Ruda und wird ins 9. Jahrhundert datiert. 
1226 wird ebenfalls in einem Kopiareintrag der Ort genannt: „... apud Bessingen“, (bei Bessingen).
Die älteste Erwähnung Ober-Bessingens stammt aus dem Jahr 1260, niedergeschrieben in einem Kopiar aus dem 16. Jahrhundert: „... curiam sitam apud Bessingen superiorem.“ (Der zentrale Hof gelegen bei Ober-Bessingen.)
In ihm gestatten die Lehnsherren Reinhard I. von Hanau und seine Ehefrau Adelheid von Münzenberg den Verkauf eines zentralen Hofes (curia) an das Zisterzienserkloster Haina. Eine Urkunde aus dem Jahre 1327 belegt „Konrad den Pudeler“ von „Abirnbeßingen“. Man kann von dem Ortsnamen Ober-Bessingen darauf schließen, dass es auch ein zweites Bessingen, nämlich ein Unter- oder Nieder-Bessingen gibt. Eine Urkunde von 1374 spricht „zusschin den zweyn Beßingen“. Aber noch im 15. Jahrhundert reicht es aus, in Urkunden nur Bessingen als Herkunftsort anzugeben. So heißt es 1438: „Henne von Bessungen“. Ebenfalls im 15. Jahrhundert gibt es auch den urkundlichen Beleg für „Nydern Bessungen“.
Der Ortsname Bessingen ist eine Ableitung des Rufnamens „Bazzo“ mit dem Suffix „-inga“. Die Siedlung ist also benannt nach ihrem Ortsgründer oder der dort wohnenden Sippe. Also ist Bessingen die „Siedlung der Leute, die in der von Bazzo gegründeten Siedlung wohnen“.
Der oben als „curia“ bezeichnete Hof ging in den Besitz des Hauses Solms-Lich über, und die Vogtei wurde zu einem gelegentlichen Spielball bei Erbauseinandersetzungen. Aus der Flurbezeichnung Schloßgärten kann das Vorhandensein einer kleinen Burg bzw. eines Schlösschens vermutet werden, es könnte sich dabei um den in Urkunden erwähnten Münzenbergischen Hof gehandelt haben, was aber spekulativ ist.

### Neuzeit
Im Dreißigjährigen Krieg wurde Ober-Bessingen mit Kontributionen und Abgaben gepresst, Vieh wurde beschlagnahmt. Weiteres Leid brachte das Pestjahr 1635. 1675 kam es zu einem verheerenden Brand, dem 63 Häuser zum Opfer fielen, darunter auch das Torhaus. Nach den Schrecken der Napoleonischen Kriege erfolgte ab 1815 eine Ablösung von den landesherrlichen Lasten. Außer der Landwirtschaft gab in den Wintermonaten die Leineweberei vielen Höfen ein zusätzliches Einkommen. Bis 1877 gab es im Ort eine Papiermühle, lange Zeit auch Basaltsteinbrüche.
Im Jahr 1907 ging die Wasserversorgung in Betrieb, 1921 erfolgte die Elektrifizierung, und seit 1973 ist Ober-Bessingen kanalisiert. Durch einen großen Zuzug von Flüchtlingen, vor allem aus dem Sudetenland, erhöhte sich nach 1945 die Einwohnerzahl von Ober-Bessingen beachtlich.
Hessische Gebietsreform (1970–1977)
Im Zuge der Gebietsreform in Hessen wurde die bis dahin selbständige Gemeinde Ober-Bessingen zum 31. Dezember 1970 auf freiwilliger Basis in die Stadt Lich eingegliedert. Für Ober-Bessingen wurde, wie für alle Stadtteile von Lich, ein Ortsbezirk eingerichtet.

### Verwaltungsgeschichte im Überblick
Die folgende Liste zeigt die Staaten und Verwaltungseinheiten, denen Ober-Bessingen angehört(e):
- vor 1718: Heiliges Römisches Reich, Grafschaft Solms-Lich, Amt Lich
- ab 1718: Heiliges Römisches Reich, Grafschaft Solms-Hohensolms-Lich, Amt Lich
- ab 1792: Heiliges Römisches Reich, Fürstentum Solms-Hohensolms-Lich, Amt Lich
- ab 1806: Großherzogtum Hessen,[Anm. 2] Fürstentum Oberhessen, Amt Lich (des Fürsten Solms-Hohensolms-Lich)[18]
- ab 1815: Großherzogtum Hessen, Provinz Oberhessen, Amt Lich (des Fürsten Solms-Hohensolms-Lich)[19]
- ab 1820: Großherzogtum Hessen, Provinz Oberhessen, Amt Lich[Anm. 3]
- ab 1822: Großherzogtum Hessen, Provinz Oberhessen, Landratsbezirk Hungen[20][Anm. 4]
- ab 1837: Großherzogtum Hessen, Provinz Oberhessen, Kreis Grünberg
- ab 1848: Großherzogtum Hessen, Regierungsbezirk Gießen
- ab 1852: Großherzogtum Hessen, Provinz Oberhessen, Kreis Gießen
- ab 1867: Norddeutscher Bund,[Anm. 5] Großherzogtum Hessen, Provinz Oberhessen, Kreis Gießen
- ab 1871: Deutsches Reich, Großherzogtum Hessen, Provinz Oberhessen, Kreis Gießen
- ab 1918: Deutsches Reich (Weimarer Republik), Volksstaat Hessen, Kreis Gießen
- ab 1938: Deutsches Reich, Volksstaat Hessen, Landkreis Gießen[21][Anm. 6]
- ab 1945: Amerikanische Besatzungszone,[Anm. 7] Groß-Hessen, Regierungsbezirk Darmstadt, Landkreis Gießen
- ab 1946: Amerikanische Besatzungszone, Hessen, Regierungsbezirk Darmstadt, Landkreis Gießen
- ab 1949: Bundesrepublik Deutschland, Hessen, Regierungsbezirk Darmstadt, Landkreis Gießen
- ab 1971: Bundesrepublik Deutschland, Hessen, Regierungsbezirk Darmstadt, Landkreis Gießen, Stadt Lich[Anm. 8]
- ab 1977: Bundesrepublik Deutschland, Hessen, Regierungsbezirk Darmstadt, Lahn-Dill-Kreis, Stadt Lich
- ab 1979: Bundesrepublik Deutschland, Hessen, Regierungsbezirk Darmstadt, Landkreis Gießen, Stadt Lich
- ab 1981: Bundesrepublik Deutschland, Hessen, Regierungsbezirk Gießen, Landkreis Gießen, Stadt Lich

### Gerichte seit 1803
In der Landgrafschaft Hessen-Darmstadt wurde mit Ausführungsverordnung vom 9. Dezember 1803 das Gerichtswesen neu organisiert. Für das Fürstentum Oberhessen (ab 1815 Provinz Oberhessen) wurde das „Hofgericht Gießen“ eingerichtet. Es war für normale bürgerliche Streitsachen Gericht der zweiten Instanz, für standesherrliche Familienrechtssachen und Kriminalfälle die erste Instanz. Übergeordnet war das Oberappellationsgericht Darmstadt. Die Rechtsprechung der ersten Instanz wurde durch die Ämter bzw. Standesherren vorgenommen und somit war für Ober-Bessingen ab 1806 das „Patrimonialgericht der Fürsten Solms-Hohensolms-Lich“ in Lich zuständig. Nach der Gründung des Großherzogtums Hessen 1806 wurden die Aufgaben der ersten Instanz 1821–1822 im Rahmen der Trennung von Rechtsprechung und Verwaltung auf die neu geschaffenen Land- bzw. Stadtgerichte übertragen. Ab 1822 ließen die Fürsten Solms-Hohensolms-Lich ihre Rechte am Gericht durch das Großherzogtum Hessen in ihrem Namen ausüben. „Landgericht Lich“ war daher die Bezeichnung für das erstinstanzliche Gericht, das für Ober-Bessingen zuständig war. Auch auf sein Recht auf die zweite Instanz, die durch die Justizkanzlei in Hungen ausgeübt wurde, verzichtete der Fürst 1823. Erst infolge der Märzrevolution 1848 wurden mit dem „Gesetz über die Verhältnisse der Standesherren und adeligen Gerichtsherren“ vom 15. April 1848 die standesherrlichen Sonderrechte endgültig aufgehoben.
Anlässlich der Einführung des Gerichtsverfassungsgesetzes mit Wirkung vom 1. Oktober 1879, infolge derer die bisherigen großherzoglichen Landgerichte durch Amtsgerichte an gleicher Stelle ersetzt wurden, während die neu geschaffenen Landgerichte nun als Obergerichte fungierten, kam es zur Umbenennung in „Amtsgericht Lich“ und Zuteilung zum Bezirk des Landgerichts Gießen.
Am 1. Juni 1934 wurde das Amtsgericht Lich aufgelöst und Ober-Bessingen dem Amtsgericht Gießen zugeteilt.

### Schulgeschichte

Das ev. Gemeindehaus

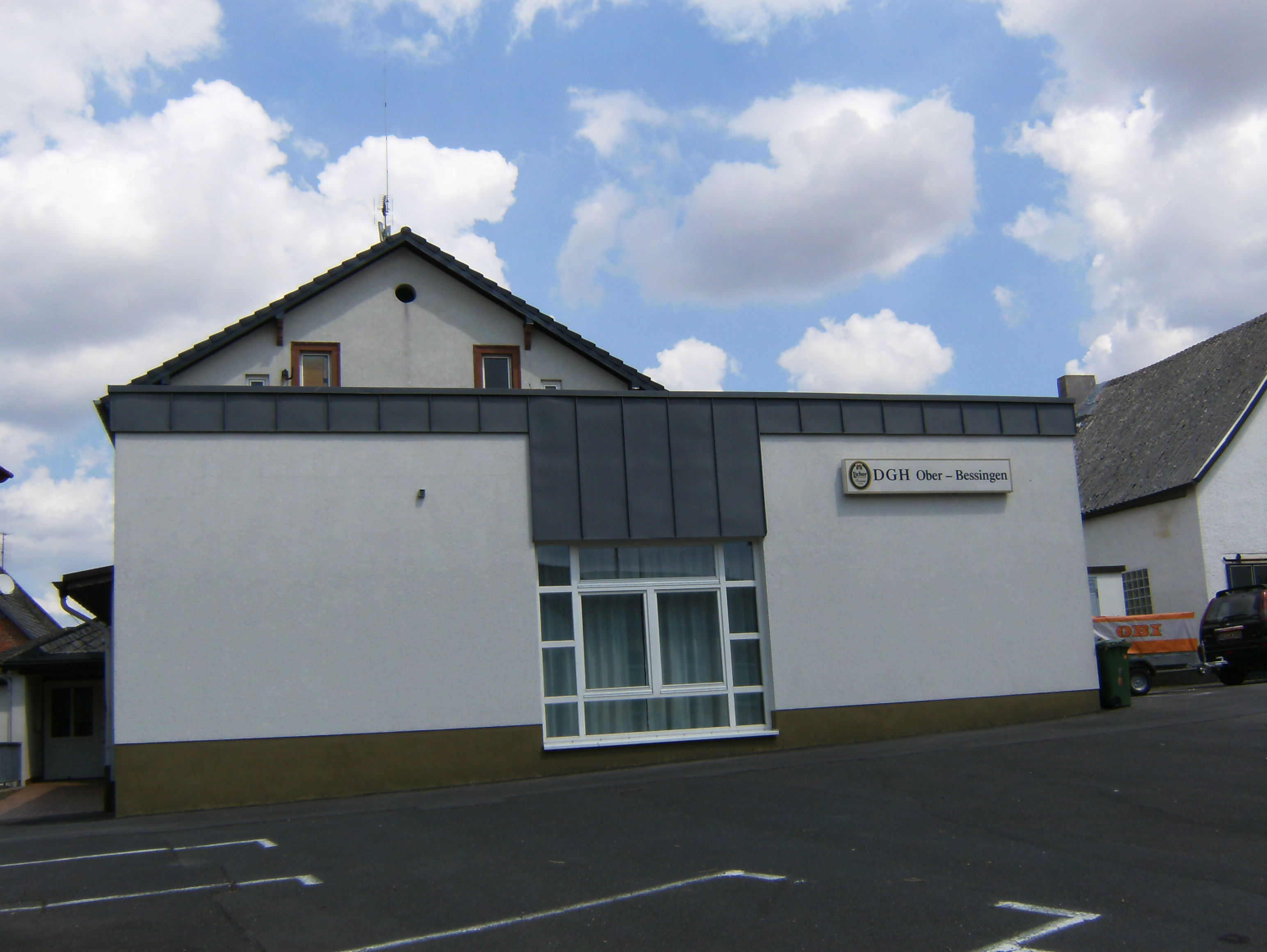
Das Dorfgemeinschaftshaus

Die freiwillige Feuerwehr

Am 7. Februar 1703 gestattete Moritz von Solms dem Ort eine eigene Schule. Das bis 1971 genutzte Schulhaus stammt von 1881, es konnte mittlerweile als Dorfgemeinschaftshaus umgebaut und 1985 eingeweiht werden, da ab der Eingemeindung nach Lich auch die Beschulung der Kinder in den Licher Schulen erfolgte. Im Jahr 2002 wurde das Dorfgemeinschaftshaus um eine Bühne erweitert.

## Bevölkerung

### Einwohnerstruktur 2011
Nach den Erhebungen des Zensus 2011 lebten am Stichtag, dem 9. Mai 2011 in Ober-Bessingen 564 Einwohner. Darunter waren 15 (2,7 %) Ausländer. Nach dem Lebensalter waren 78 Einwohner unter 18 Jahren, 243 zwischen 18 und 49, 138 zwischen 50 und 64 und 105 Einwohner waren älter. Die Einwohner lebten in 240 Haushalten. Davon waren 63 Singlehaushalte, 78 Paare ohne Kinder und 48 Paare mit Kindern, sowie 18 Alleinerziehende und 3 Wohngemeinschaften. In 45 Haushalten lebten ausschließlich Senioren und in 145 Haushaltungen lebten keine Senioren.

### Einwohnerentwicklung
| Ober-Bessingen: Einwohnerzahlen von 1830 bis 2020 | Ober-Bessingen: Einwohnerzahlen von 1830 bis 2020 | Ober-Bessingen: Einwohnerzahlen von 1830 bis 2020 | Ober-Bessingen: Einwohnerzahlen von 1830 bis 2020 | Ober-Bessingen: Einwohnerzahlen von 1830 bis 2020 |
| --- | ------------------------------------------------- | ------------------------------------------------- | ------------------------------------------------- | ------------------------------------------------- |
| Jahr |                                                   |                                                   |                                                   | Einwohner                                         |
| 1830 | 1830                                              |                                                   | 405                                               | 405                                               |
| 1834 | 1834                                              |                                                   | 414                                               | 414                                               |
| 1840 | 1840                                              |                                                   | 430                                               | 430                                               |
| 1846 | 1846                                              |                                                   | 441                                               | 441                                               |
| 1852 | 1852                                              |                                                   | 441                                               | 441                                               |
| 1858 | 1858                                              |                                                   | 434                                               | 434                                               |
| 1864 | 1864                                              |                                                   | 426                                               | 426                                               |
| 1871 | 1871                                              |                                                   | 395                                               | 395                                               |
| 1875 | 1875                                              |                                                   | 403                                               | 403                                               |
| 1885 | 1885                                              |                                                   | 403                                               | 403                                               |
| 1895 | 1895                                              |                                                   | 387                                               | 387                                               |
| 1905 | 1905                                              |                                                   | 349                                               | 349                                               |
| 1910 | 1910                                              |                                                   | 355                                               | 355                                               |
| 1925 | 1925                                              |                                                   | 385                                               | 385                                               |
| 1939 | 1939                                              |                                                   | 366                                               | 366                                               |
| 1946 | 1946                                              |                                                   | 547                                               | 547                                               |
| 1950 | 1950                                              |                                                   | 540                                               | 540                                               |
| 1956 | 1956                                              |                                                   | 476                                               | 476                                               |
| 1961 | 1961                                              |                                                   | 459                                               | 459                                               |
| 1967 | 1967                                              |                                                   | 469                                               | 469                                               |
| 1970 | 1970                                              |                                                   | 475                                               | 475                                               |
| 1988 | 1988                                              |                                                   | 482                                               | 482                                               |
| 2010 | 2010                                              |                                                   | 597                                               | 597                                               |
| 2011 | 2011                                              |                                                   | 564                                               | 564                                               |
| 2015 | 2015                                              |                                                   | 563                                               | 563                                               |
| 2020 | 2020                                              |                                                   | 560                                               | 560                                               |
| Datenquelle: Historisches Gemeindeverzeichnis für Hessen: Die Bevölkerung der Gemeinden 1834 bis 1967. Wiesbaden: Hessisches Statistisches Landesamt, 1968. Weitere Quellen: 1970:; 1988–2011: nach 2011: Stadt Lich; Zensus 2011 |                                                   |                                                   |                                                   |                                                   |

### Historische Religionszugehörigkeit
| 1830: | 405 evangelische (= 100 %) Einwohner                             |
| 1961: | 397 evangelische (= 86,5 %), 62 katholische (= 13,5 %) Einwohner |

### Historische Erwerbstätigkeit
Im Jahr 1961 wurden die folgenden Erwerbspersonen gezählt: 132 in Land- und Forstwirtschaft; 92 im produzierenden Gewerbe; 12 in Handel, Verkehr und Nachrichtenübermittlung; 19 im Dienstleistungsbereich oder sonstigen Gewerbe.

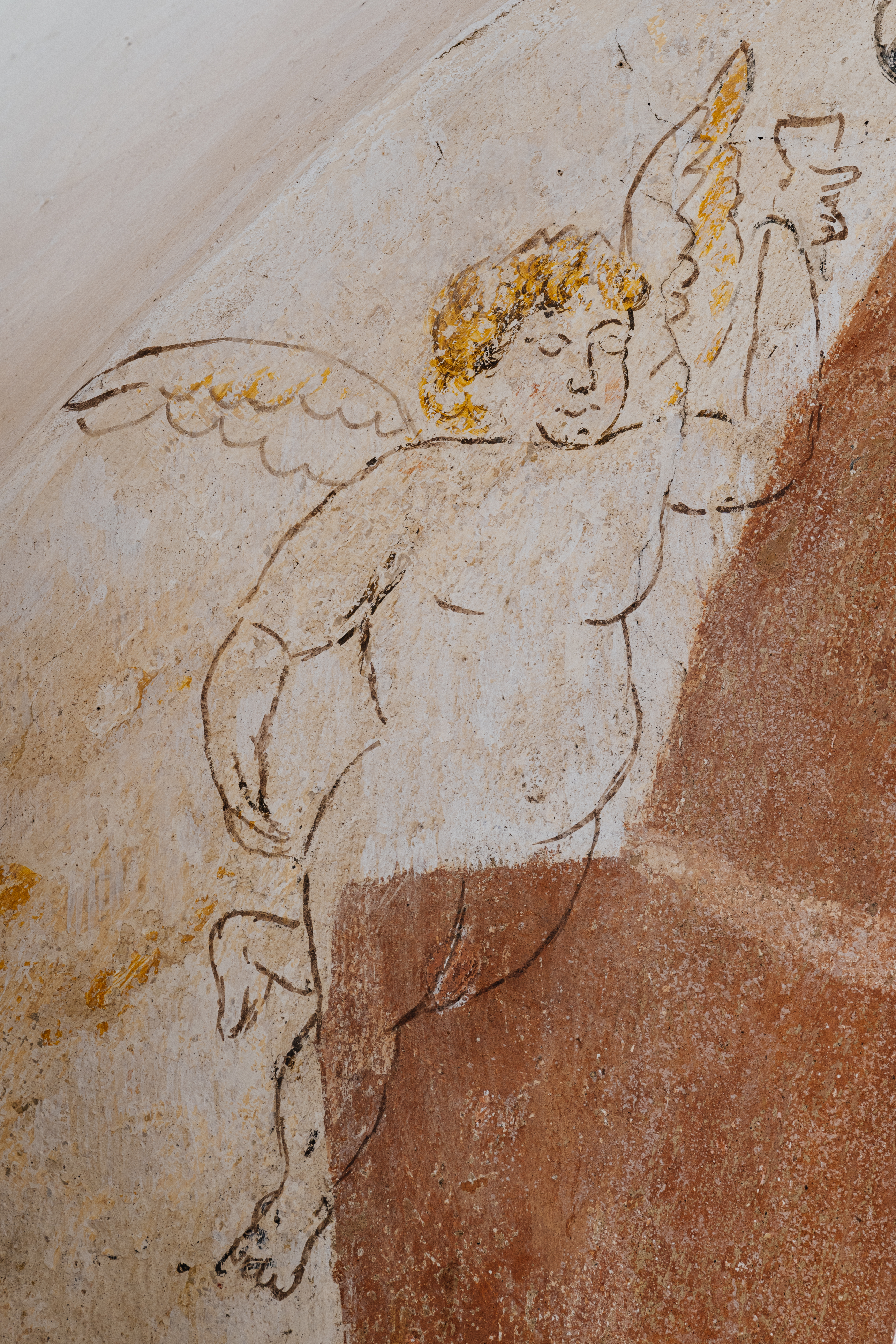
Engel in der evangelischen Kirche

## Politik
Für den Stadtteil Ober-Bessingen besteht ein Ortsbezirk (Gebiete der ehemaligen Gemeinde Ober-Bessingen) mit Ortsbeirat und Ortsvorsteher nach der Hessischen Gemeindeordnung.
Der Ortsbeirat besteht aus fünf Mitgliedern. Bei den Kommunalwahlen in Hessen 2021 betrug die Wahlbeteiligung bei der Wahl zum Ortsbeirat 68,68 %. Dabei wurden gewählt: drei Mitglieder der CDU und zwei Mitglieder der „Freien Wähler“ (FW). Der Ortsbeirat wählte Karin Römer (CDU) zur Ortsvorsteherin.

## Kultur und Sehenswürdigkeiten

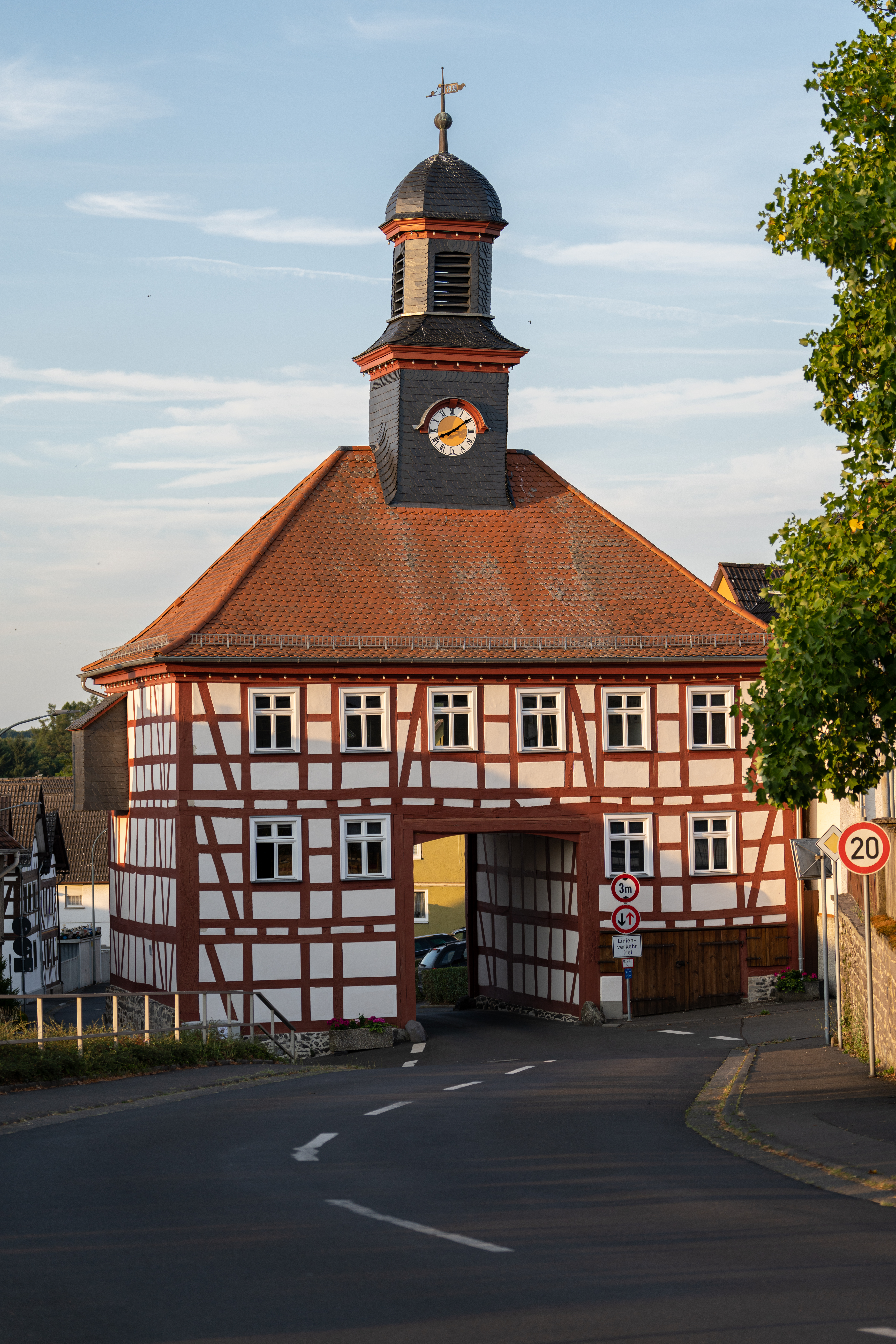
Die „Pforte“

Evangelische Kirche

Der Eichbaum

### Bauwerke
- Die Ober-Bessinger Pforte wurde als Torhaus errichtet und bildete ursprünglich das Ende der Hauptstraße. Nach den Aufzeichnungen des Bürgermeisters Rühl hat bereits im Jahr 1593 an gleicher Stelle eine Pforte gestanden, welche jedoch bei der Brandkatastrophe 1675 niederbrannte. Das heutige Torhaus, dessen Torweg durch die beiden Untergeschosse hindurch führt, stammt aus dem Jahr 1782. Auf dem schiefergedeckten Walmdach sitzt ein zweigeschossiges Türmchen mit einer Uhr. Bis in das Jahr 1990 hinein war das dritte Geschoss bewohnt. Über die Jahrhunderte fungierte die Pforte als Rathaus, Schule und Spritzenhaus. Von 2017 bis 2020 wurde die Pforte von Grund auf renoviert[33], die Kosten wurden auf 800.000 EUR geschätzt.[34] Nach Abschluss der Renovierungen dient die Pforte sowohl als Pilgerherberge für den Lutherweg 1521 als auch als Rot-Kreuz-Museum. Das restaurierte Bauwerk gilt als eines der letzten Torhäuser Hessens und wurde 2020 mit dem Hessischen Denkmalschutzpreis ausgezeichnet. Für Pflege und Instandhaltung des Gebäudes wurde 2016 der Verein „Pforte 1782 Ober-Bessingen“ gegründet, der seit dem Abschluss der Restaurierungen hier seinen Vereinsraum hat.[35]
- „Evangelische Kirche Ober-Bessingen“: Einschiffige gotische Kirche mit drei Kreuzgewölbejochen und Chor sowie einer zu Beginn des 16. Jahrhunderts angefügten Seitenkapelle mit Kreuzrippengewölbe.

### Naturdenkmäler
- „Eichbaum“: Am Sedanstag 1913 wurde aus Anlass der hundertjährigen Wiederkehr der Völkerschlacht bei Leipzig ein Eichbaum gepflanzt, der heute noch steht. Seit dem 75. Geburtstag der Eiche im Jahr 1988 wird alljährlich am letzten Samstag im August ein Eichbaumfest gefeiert, dessen Erlös sozialen Einrichtungen zugutekommt. Seit 1999 veranstaltet die Eichbaumgruppe außerdem einen Seniorennachmittag für alle Einwohner Ober-Bessingens ab dem 65. Lebensjahr. Mit den Einnahmen des Eichbaumfests wurde in Ober-Bessingen bisher u. a. eine Weihnachtsbeleuchtung für die Pforte und ein Taufbecken für die evangelische Kirche finanziert.

### Auszeichnungen
Im Mai 2019 erreichte Ober-Bessingen das Finale des Wettbewerbs Dolles Dorf vom Hessischen Rundfunk und belegte den vierten Platz.

### Vereine
- Gesangverein „Eintracht“, gegr. 1881
- Obst- und Gartenbauverein Ober-Bessingen, gegr. 1893
- Freiwillige Feuerwehr Ober-Bessingen, gegr. 1934
- Sportverein „Fortuna“ Ober-Bessingen, gegr. 1938
- Pforte 1782 Ober-Bessingen e. V., gegr. 2016[37]